# Eres tú
«Eres tú» es una canción escrita por el compositor Juan Carlos Calderón y publicada en marzo de 1973 por el grupo español Mocedades. Fue la canción representante de España en el Festival de la Canción de Eurovisión 1973, alcanzando el segundo puesto con 125 puntos, por detrás del país anfitrión, Luxemburgo, con 129 puntos.
Aunque no obtuvo la victoria, en la actualidad sigue siendo, con 125 puntos, la canción española con la segunda mayor cantidad de puntos recibida en toda la historia del certamen, después de "SloMo". Alcanzó gran popularidad en Europa, América Latina y Estados Unidos (donde se hicieron varias versiones). El tema fue número #9 en el Hot Billboard 100, y vendió un millón de copias en los Estados Unidos cantando en español.

## Videoclip
Hay dos vídeos de la canción. El primero está grabado en un plató, se centra en los seis componentes y fue el que TVE envió a la UER para su distribución a los demás participantes como marca la normativa del festival. Este video se basa en una versión en estudio del tema reducida a los tres minutos de duración que marca el reglamento del festival que jamás se publicó discográficamente. Hay otro video, este sí, basado en la versión comercial definitiva del tema, que formó parte de un programa especial dirigido por Miguel Lluch que RTVE dedicó al grupo con algunos de sus primeros éxitos grabados en Asturias, Santander y Vizcaya, pero que también era anticipo de la presencia del grupo en el Festival. Con esta canción se cerraba el programa, que fue emitido a las 11 de la noche del lunes 12 de marzo de 1973. Se ve al grupo en la avenida de la Playa de Brazomar en Castro-Urdiales, apareciendo al fondo tras la playa la punta de Cotolino y el rompeolas.

## En Eurovisión

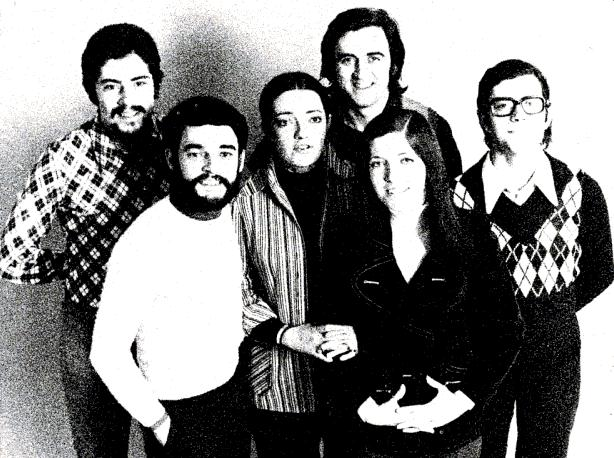
Mocedades, en 1973.

La de 1973 fue la XVIII edición del Festival de la Canción de Eurovisión y tuvo lugar el 7 de abril de 1973 en Luxemburgo, capital del Gran Ducado de Luxemburgo. En la primera edición del festival que eliminó la obligación de cantar en el idioma propio de cada país, la canción española fue la séptima en ser interpretada en la noche, después de Marie de Mónaco con «Un train qui part» y antes del suizo Patrick Juvet con «Je vais me marier, Marie». El compositor de la canción, Juan Carlos Calderón, dirigió la orquesta.
Cada país tuvo dos jurados, uno mayor de 25 años y el otro menor de esa edad, con 10 años o más de diferencia entre ambas edades, y cada uno debía puntuar de 1 a 5 a cada tema salvo al suyo propio, en total de 2 a 10 puntos. Al cerrar la votación, la canción obtuvo 125 puntos, quedando de segunda entre 17, detrás de  Anne-Marie David del anfitrión Luxemburgo con «Tu te reconnaîtras», la ganadora con 129 puntos. «Eres tú» fue sucedida como canción representante de España en el concurso de 1974 por Peret con «Canta y sé feliz». Estos 125 puntos son la segunda puntuación más alta que ha conseguido España en toda la historia del festival.
Acusación de plagio
La canción Eres tú fue acusada de plagio, de ser una reescritura de la canción que había representado a Yugoslavia en el Eurovisión de 1966, Brez besed («Sin palabras»), interpretada por Berta Ambrož. Sin embargo, la acusación no tuvo consecuencias. Juan Carlos Calderón registró los derechos de autor de la letra en 1972. La canción pasó de ocupar el segundo puesto en el concurso a ser un tremendo éxito internacional.

## Reconocimientos
Esta canción es de los pocos temas de artistas españoles que alcanzaron las listas de éxitos en Estados Unidos, junto con Black is Black (Los Bravos, 1966), El himno a la alegría (Miguel Ríos, 1970), Wild safari (Barrabás, 1972), la Macarena (Los del Río, 1996) o Asereje (Las Ketchup, 2002), y la única junto a la de Miguel Ríos en lograrlo cantando en español. Entró en la lista Billboard Hot 100 la semana del 12 de enero de 1974 en el 90.º puesto y se mantuvo en ella durante 17 semanas consecutivas alcanzando su puesto más alto las semanas del 23 y 30 de marzo en las que llegó al 9.º lugar. De ella se han hecho más de setenta versiones, en español, inglés, francés, italiano, danés, sueco, alemán, etc. Por ella recibió su autor, Juan Carlos Calderón, el prestigioso premio ASCAP en Estados Unidos.
Por otra parte, en 2005 la Unión Europea de Radiodifusión organizó una votación para escoger las 14 mejores canciones de la historia del festival. Las 14 canciones elegidas compitieron en el show Congratulations: 50 years of the Eurovision Song Contest, que conmemoraba el 50.º aniversario del festival, para elegir la mejor canción de su historia. «Eres tú» fue seleccionada mediante un jurado y una votación por internet entre las 14 finalistas; en el espectáculo, que se emitió desde Copenhague a 40 países, aparecieron algunos de los hermanos Uranga (Mocedades) entre ellos Amaya visiblemente emocionada por la pérdida hacía unos días de Roberto, uno de sus hermanos y antiguo miembro de Mocedades, mientras miles de personas se ponían en pie en el pabellón para recibirlos. Finalmente «Waterloo» de ABBA sería la canción triunfadora.
En 2004 la televisión neerlandesa había realizado una votación similar vía teléfono en la que «Eres tú» fue elegida como mejor canción de los 50 años del festival, curiosamente, el país cuyo jurado dio la máxima puntuación a «Eres tú» en el festival, 31 años antes.
En un episodio de la serie de TV Prison Break un personaje canta la canción.
En 2007 en una cumbre de jefes de Estado en Asia, uno de los gobernantes anfitrión en un acto la cantó y en español.
En la película Torremolinos 73 (2003) se escucha Eres tú de Mocedades, junto con muchos de los temas musicales de moda en los comienzos de la década de 1970. La película está dirigida por Pablo Berger Uranga, primo de los Uranga, miembros de Mocedades. En la película Que se mueran los feos (2010), Eres tú es una de las canciones principales que ayudan al protagonista a conquistar a su amada.

## Posiciones en las listas
| Listas                                     | Mejor posición |
| ------------------------------------------ | -------------- |
| Estados Unidos Billboard Hot 100 / Cashbox | 9 / 9          |
| España                                     | 1              |
| México                                     | 1              |
| Finlandia                                  | 2              |
| Dinamarca                                  | 2              |
| Alemania                                   | 7              |
| Noruega                                    | 2              |
| Países Bajos                               | 3              |
| Suecia                                     | 2              |
| Suiza                                      | 1              |
| Guatemala                                  | 2              |
| Panamá                                     | 1              |
| El Salvador                                | 1              |
| Nueva Zelanda                              | 3              |
| Luxemburgo                                 | 4              |
| Yugoslavia                                 | 20             |
| Bulgaria                                   | 20             |
| Portugal                                   | 20             |
| Israel                                     | 20             |

## Versiones en otros idiomas

### Por Mocedades
- Eres tú (español)
- Touch the Wind (inglés)
- Das bist du (alemán)
- C'est pour toi (francés)
- Viva noi (italiano)
- Zu zara (euskera)

### Por otros grupos
- Dicht Bij Jou (holandés)
- Rør Ved Mig (danés)
- Touch The Wind (inglés)
- I Mitt Liv (noruego)
- Rör vid mig (sueco)
- Eres tu (checo)
- Runoni Kaunein Olla Voit (finés)
- Sinä Vain (finés)
- Co Gai Rung Mo (vietnamita)
- I mitt liv (holandés)
- That's You (inglés)
- Will My Love Be You (inglés)
- C'est pour toi (francés)
- Jy's vir my (afrikáans)
- É você (portugués)
- Era Você (portugués)
- Du bist wie die Sonne (alemán)
- Waar naartoe (holandés)
- 그대 있는 곳까지 (coreano)

## Versiones

### Il Divo
Il Divo, el cuarteto vocal de cantantes masculinos compuesto por el tenor suizo Urs Bühler, el barítono español Carlos Marín, el tenor estadounidense David Miller y el cantante pop francés Sébastien Izambard, junto con el productor Julio Reyes Copello, adquirió los derechos de la canción, y grabaron la canción para el álbum Amor & Pasión de Il Divo en 2015.

### Otras versiones
- Marty Friedman & Apolo 7- «Eres tú»
- 101 Strings - «Eres tú»
- A-sonica - «Eres tú»
- Acker Bilk - «Eres tú»
- Al estilo de Mocedades - «Eres tú»
- Álvaro Clemente - «Eres tú»
- Amaya Uranga y Juan Carlos Calderón - «Eres tú»
- Anacani - «Eres tú»
- Andrés Calamaro - «Eres tú»
- Annemieke & Jan Rot - «Dicht Bij Jou» (Neerlandés)
- Atalaje - «Eres tú»
- Auryn - «Eres tú»
- Austin Kelley & Mantovani - «Eres tú»
- Bedevilers - «Eres tú» (punk rock)
- Bely Basarte - «Eres tú»
- Bert Kaempfert - «Touch The Wind» (Inglés)
- Bertín Osborne - «Eres tú»
- Bing Crosby - «Eres tú»
- Bo Doerek - «Eres tú»
- Bullerfnis - «Rør Ved Mig» (Danés)
- Byron Lee and the Dragonaries - «Eres tú»
- Calito Soul - «Eres tú»
- Cerveza Mahou - «Eres tú»
- Charo - «Eres tu»
- Chicho Man y Pepito Casanova - «No hay chica como tú» (Adaptación a Reggae en Español)
- Concha Galán y Pedro Rollán - «Eres tú» (imitación)
- Daniela Castillo - «Eres tú»
- Dansk top - «Rør Ved Mig» (Danés)
- David and the High Spirits - «Eres tú»
- Edyie Gorme - «Eres tú»
- El Chaval de la Peca - «Eres tú»
- El Consorcio - «Eres tú»
- El Frenillo de Gaugin - «Eres tú» (Punk Rock)
- El ser y ser - «Eres tú» (Rap)
- Estela Raval - «Eres tú»
- Floyd Cramer - «Touch The Wind» (Inglés)
- Gé Korsten - «Touch The Wind» (Inglés)
- Gebroeder Brouwer - «Eres tú» (Instrumental)
- GrupoSarao - «Eres tú»
- Grupo Liberación - «Eres tú» (Español)
- Hella Joof & Peter Frödin - «Rør Ved Mig» (Danés)
- Howard Morrison Chor - «Eres tú»
- III of a Kind Philippines - «Eres tú»
- Ilanit - «Eres tú»
- Il Divo - «Eres Tú» (Internacional)
- Inger Lise Rypdal - «I Mitt Liv» (Noruego)
- Inger Öst - «Rör vid mig» (Sueco)
- Instrumental - «Eres tú»
- Jimmy Mitchell - «Eres tú»
- Johanna de La Academia 4.ª Generación - «Eres tú»
- Johnny Mathis and Juan Carlos Calderón - «Touch the Wind» (Inglés)
- Johnny Reimar - «Rør Ved Mig» (Danés)
- Johnny Rodríguez - «Eres tú»
- José Augusto - «Eres tú»
- Josh Santana - «Eres tú»
- Juan Carlos Calderón - «Eres tú»
- Justo Lamas - «Eres tú»
- Karaoke - «Eres tú»
- Karel Gott, Spravny Ton - «Eres tu» (Checo)
- Kathy Kelly - «Eres tu»
- Katri Helena - «Runoni Kaunein Olla Voit» (Finés)
- Katri Helena - «Sinä Vain» (Finés)
- Kelly Family - «Eres tu»
- Khanh Ha - «Co Gai Rung Mo» (Vietnamita)
- Korean Choir - «Eres tu»
- La Década Prodigiosa - «Eres tú»
- Lady lu - «Eres tú»
- Landscape - «Touch The Wind» (Inglés)
- Lecia & Lucienne - Lecia & Lucienne - «Rør Ved Mig» (Danés)
- Lettermen - «Eres tu»
- Liceo Panamericano - «Eres tú»
- Little Angels Of Korea - «Eres tu»
- Lola Ponce - «Eres tu»
- Los Gandules - «Purulento es el pus»
- Luis Chacon - «Eres tú»
- Luis Miguel - «Eres tú» & «Era Você» (Portugués)
- Lupita D'Alessio - «Eres tu»
- Mantovani Orchestra - «Eres tu»
- Mariachi Vargas - «Eres tu»
- María Casado - «Eres tú» (parodia)
- Martes y 13  - «Eres tú» (parodia)
- Mona - «I mitt liv» (Neerlandés)
- Morat - «Eres tú»
- Nana Mouskouri - «Touch the wind»
- Pan Flute - «Eres tu» (Pan Flute)
- Pandora - «Eres tu»
- Patricia Y Los Stars - «Eres tu»
- Patti Donelli @ USC-Pgh - «Touch the Wind» (Inglés)
- Percy Faith - «Touch the Wind» (Inglés)
- Perpetuum Jazzile - «Brez besed»/«Eres tu»
- Perry Como - «Eres tu»
- Perry Como - «That's You» (Inglés)
- Petula Clark - «Will My Love Be You» (Inglés)
- Pistas - «Eres tu» (Panflute)
- Ray Conniff - «Eres tu»
- Reggae Chico Man - «Eres tu»
- Regina Orozco - «Eres tu»
- Rika Zarai - «C'est pour toi» (Francés)
- Rina Hugo - «Jy's vir my» (Afrikáans)
- Riverdale Cast - «Eres tú»
- Roberto Delgado - «Eres tu» (Instrumental)
- Rob's Band - «Eres tu»
- Rodrigo e Rogério - «É você» (Portugués)
- Romántica de Xalapa - «Eres tu»
- Rosa López - «Eres tú»
- Sandy Caldera - «Eres tu»
- Sergio Dalma - «Eres tú» En 2008 fue interpretada por Marta Sánchez para el programa de Televisión española Europasión.[19]
- Sole Giménez -  «Eres tu» en el programa de La 1 de TVE La mejor canción jamás cantada.[20]
- Sonny James - «Eres tu»
- Soul Sanet - «Eres tu»
- Stef Meeder - Tweedle dee, Eres tu medley instr
- Las Supremas de Móstoles - «Eres tú»
- Sweethearts - «Rør Ved Mig» (Danish)
- TBC - «Rør Ved Mig» (Danish Rap)
- The Kelele Brothers (Ron Sexsmith) -«Eres tu»
- Tish Hinojosa - «Eres tu»
- Tormenta - «Eres tu»
- Unknown, tenor - «Du Bist Wie Die Sonne» (Alemán)
- Volkana - Eurovision medley including «Eres tu»
- Verónica Vanegas - «Eres tu»
- Wheeler St James - «Touch the wind» (Inglés)
- Willeke Alberti - «Waar naartoe» (Neerlandés)
- Zereno - «Eres tu»